# 독일의 법
독일의 법(獨逸法)은 게르만 부족법에서 유래한 독일법은 중세 봉건시대의 법서(法書)를 경유하여 1495년 독일 왕실재판소(王室裁判所)의 조례(條例)에 의하여 대폭적으로 로마법 계수(繼受)를 시작하였다.
지방 분권적으로 미약한 제권(帝權)은 통일 사법(私法)을 결여하고 있었기 때문에 계수 로마법이 보통법으로서 시행되었다. 그것은 대체적으로 근대화된 로마법이며 점점 사법적으로 형성되었다. 당시의 주목하여야 할 입법으로서 카롤리나 형사법전(1532년) 프로이센 보통국법전(1794년)이 있다.
통일법전은 반동시대(反動時代), 법전논쟁에서의 역사 법학파의 상조론(尙早論)에 의하여 늦어졌으나, 1871년 제국(帝國)이 통일됨에 따라 그 기운(機運)이 고조되어 기르케 등의 반(反)로마법론자의 반대에도 불구하고 1896년 공포되었다. 세련된 용어와 치밀한 논리로 이루어진 5편 2385조의 독일 민법전은 독일 법학의 법문화사상(法文化史上) 빛나는 기념비(記念碑)로서 각국의 모범이 되었다.
바이마르 체제, 나치스 시대 및 제2차 세계대전 후의 동서(東西) 분단시대에 부분적 수정을 받았으나, 오늘날의 통일 독일에서 현재까지 시행되고 있다. 독일법학은 논리체계성을 특색으로 하는데, 근래 비교법학에 의한 영미적 사고의 도입으로 법의 사법적 형성의 필요성이 강조되고 있다.

## 참고 문헌
- 독일법 김성룡, 송호영 외 2명 저 | 신론사 | 2013.03.27
- 독일법의 기초 에릭 힐겐도르프 저 | 홍기수 외 1명 역 | 한국형사정책연구원 | 2010.10.29
- 독일법 (2007) 사법연수원편집부 저 | 사법연수원 | 2008.08.25
- 독일행정법 Hartmut Maurer 저 | 박수혁 역 | 사법발전재단 | 2010.02.24
- 독일 형사소송법 디텔름 클레스제브스키 저 | 김성돈 역 | 성균관대학교출판부 | 2012.02.22
- 독일행형법 클라우스 라우벤탈 저 | 신양균 외 2명 역 | 한국형사정책연구원 | 2010.10.20
- 독일 형사소송법 (KLAUS VOLK의)5부 | 2003.08.30
- 독일 보험계약법 (2009, VVG) 이필규, 최병규 외 1명 저 | 세창출판사 | 2009.01.15
- 독일 통신법 류지태(전)교수), 문병효 외 2명 저 | 법원사 | 2007.03.20
- 독일기본법(독한대역) 편집부 저 | 투멘 | 2009.11.07
- 독일 저작권법 (2004) 박인환 저 | 박익환 역 | 저작권심의조정위원회 | 2004.12.28
- 독일청소년형법 베른트-디터 마이어, 디터 뢰스너 외 1명 저 | 김성은 외 2명 역 | 한국형사정책연구원 | 2014.09.01
- 독일 노동법전 한국노동연구원 저 | 한국노동연구원 | 2013.06.10

## 같이 보기
- 대륙법계
- 프랑스법